# 超劇場版 Keroro軍曹 3 Keroro VS Keroro 天空大決戰
《超劇場版 Keroro軍曹 3》於2007年7月拍板製作，並於2008年3月1日在日本上映，票房約為5.8億日圓。香港則於2008年7月10日上映，票房約為490萬港元。台灣則在2008年8月15日上映，票房約為412萬台幣。內容分為兩個情節不同的故事。其中長篇的是，片長約96分鐘；而短篇則是原作外傳，片長約14分鐘。

## 情節簡介
- （Keroro VS Keroro 天空大決戰）

某個優閒的日子裡，冬樹與KERORO小隊一起去參觀印加帝國遺跡—馬丘比丘。他們在那裡進入了一個迷宮，但Keroro粗心大意地誤觸了連串陷阱，大家只能趕快往前奔跑逃命。而冬樹就在逃跑的同時，瞥見了一個佇立在迷宮之中，一動也不動的神秘少女。冬樹就這樣帶著對少女的疑問回到了東京漸漸了遺忘這個事情。
然而，最強的敵人就在此時無預警的現身。這個敵人的相貌竟然跟Keroro無甚大分別，並且準備好帶著優秀的部下，開始展開侵略世界各地。藍星的命運將會如何？Keroro小隊又能否挺身而出，再次成功保衛地球嗎？
- （武者Kero 宣佈！戰國群星大戰鬥）

K隆軍本部為了要懲罰無法提出地球侵略報告書的Keroro小隊，交代他們一個特別的訓練課程。要打倒領導戰國群星的武者毒蛇才可以再回到地球!想要早點回到日常寄居生活的Keroro小隊，穿上盔甲開始戰鬥!

## 標語
- 「空中都市出現！地球史上最大的戰鬥！」

## 新登場人物／事物
- 黑暗Keroro/Keroro大軍曹（　配音：日本→渡邊久美子；台灣→雷碧文；香港→周文瑛）

本片終極敵人，在Keroro等人完成遺跡之旅後出現於內東京市上空的謎之空中都市，來歷不明。有著異常冷靜、沉著的態度，並且準備好即將迅速執行侵略地球計劃。
是不折不扣的翻版，身高、體重、痣的位置以及細胞的層級都跟本尊一樣。之所以看起來比本尊聰明，據Kururu表示是因為腦袋裡還殘留著一些超短期惡補學習的記憶，所以他可以說是被強迫接受菁英教育的另外一個Keroro。
- 娜絲卡(Miruru)，港譯納斯卡（　配音：福田沙紀；台灣→錢欣郁；香港→張惠雅）

在遺跡中被冬樹看到，Miruru的人形化，名稱取自秘魯城市納斯卡。
- Doruru（　配音：大柴亨（日语：ルー大柴）；香港→黎美言）

黑暗Keroro小隊的重裝備兵，身體多個部位被武器化的K隆星人，性格冷酷。曾經是K隆軍訓練兵，因為放火燒森林屢勸不聽而被隊上開除。人稱「狂傲的重装備兵」，跟Giroro同梯受訓。從Keroro Land選出。
- Shivava（　配音：日本→高山南；台灣→錢欣郁；香港→張紋嘉）

黑暗Keroro小隊的超近戰兵，造型像孫悟空的K隆星人，個性自大。自稱「仰天大聖」，讓Tamama十分不滿，從Keroro Land選出。
在漫畫版中是法外K隆人第二號成員，為K隆軍直轄處分設施－「密鎖☆之星」的管理者，負責看管被關押其中的漆黑之星，自身也曾經在裏頭被關過，雖然戰鬥力相當高強，卻不敵毀滅時代產物的漆黑之星而讓其逃走。
- Miruru（　配音：堀江由衣；台灣→龍顯蕙；香港→張惠雅）

黑暗Keroro小隊的作戰參謀，其頭腦能與Kururu匹敵。有著K隆星人不會有的羽毛尾巴。臉部部分特徵和服裝跟娜絲卡相似。是為第三個Kiruru的審判者（系統精靈）。
- Kiruru

古代K隆軍留在藍星的自主性侵略兵器kiruru的其中一個，侵略程序是「完全的支配者」，本身是座巨大的空中都市，原本被封印在空中都市馬丘比丘之中，但被前往馬丘比丘探險的Keroro、Tamama、Giroro還有冬樹在誤打誤撞的情況下解開封印。
之後以Keroro軍曹為範本創造了黑暗Keroro，最后被黑暗Keroro親自封印。

## 歌曲
- （不可能的奇蹟；Keroro對Keroro 空中大決戰 主題曲）
演唱、作詞、作曲：過亞彌乃
- （天下無敵的運動；武者Kero 宣佈！戰國群星大戰鬥 主題曲）
演唱：田崎佑一、藤原時
- （Kero！進行曲 2008）
演唱：土田晃之、柳原可奈子，作詞：，作曲、編曲：沢田 完
- （燃燒吧！Keroro）
演唱：土田晃之，作詞：里乃塚玲央，作曲、編曲：沢田 完

## 外部連結／參考資料
- 共鳴xS Keroro軍曹侵略專區 超劇場版3資料